# Mai Aizawa (futbolista)
Mai Aizawa (相澤 舞衣, 10 de setembre de 1980) és una exfutbolista japonesa.

## Selecció del Japó
Va debutar amb la selecció del Japó el 1999. Va disputar 5 partits amb la selecció del Japó.

## Estadístiques
| Selecció del Japó | Selecció del Japó | Selecció del Japó |
| Anys              | Partits           | Gols              |
| ----------------- | ----------------- | ----------------- |
| 1999              | 3                 | 4                 |
| 2000              | 0                 | 0                 |
| 2001              | 0                 | 0                 |
| 2002              | 2                 | 0                 |
| Total             | 5                 | 4                 |